# Joseph Muscat

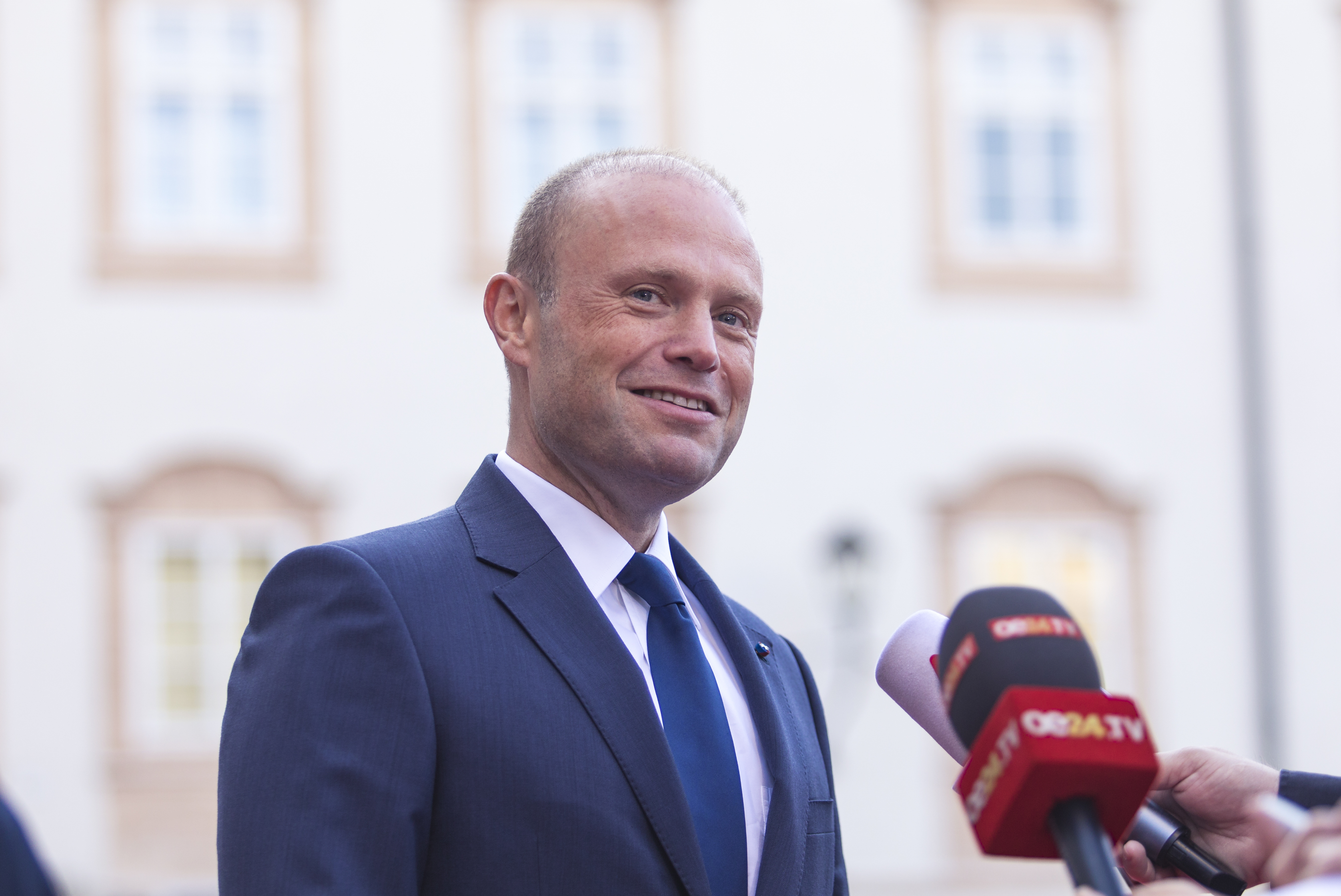
Joseph Muscat, 2018

Joseph Muscat (* 22. Januar 1974 in Pietà) ist ein maltesischer Politiker und ehemaliger Vorsitzender der sozialdemokratischen Partit Laburista (PL). Vom 11. März 2013 bis zum 13. Januar 2020 war er Premierminister von Malta. Am 30. November 2019 kündigte er seinen Rücktritt für Januar 2020 an, in der Folge eines Korruptionsskandals und Verstrickungen in den Mord an der Journalistin Daphne Caruana Galizia. Vom 1. Januar bis zum 30. Juni 2017 war Muscat turnusgemäß für ein halbes Jahr Präsident des Rates der Europäischen Union.

## Berufliche Laufbahn
Muscat studierte bis 1996 Betriebswirtschaftslehre und Politikwissenschaften an der Universität Malta, wo er anschließend einen Master in Europawissenschaften absolvierte. 2007 promovierte er in Managementlehre an der University of Bristol.
Muscat arbeitete als Journalist bei Super One Radio, der Radiostation der Partit Laburista, sowie bei dem parteieigenen Fernsehsender Super One TV, dessen stellvertretender Nachrichtenchef er 1996 wurde. 2001 bis 2004 war er Herausgeber der parteieigenen Internetzeitung maltastar.com.

## Politische Laufbahn
Muscat war Mitglied des Labour Youth Forum, der Jugendorganisation seiner Partei, deren Finanzsekretär (1994–1997) und geschäftsführender Vorsitzender (1997) er war. Später war er in der Partit Laburista selbst Sekretär für Bildung (2001–2003) und leitete den Parteitag 2003. Während der Regierungsphase der PL 1996–1998 war er Mitglied der Nationalen Kommission für Steuermoral.
2003 wurde er als Mitglied einer Arbeitsgruppe zur PL-Politik gegenüber der Europäischen Union ernannt, die – nachdem die Partei noch kurz zuvor im Referendum über den geplanten EU-Beitritt für ein Nein geworben hatte – eine freundlichere Politik gegenüber den EU-Institutionen entwickelte. Im November dieses Jahres wurde Muscat auch als Kandidat der PL für die Europawahl 2004 aufgestellt, die erste, an der Malta teilnahm.
2004 wurde Muscat mit 36.958 Stimmen als einer von fünf maltesischen Abgeordneten ins Europäische Parlament gewählt und war damit der meistgewählte Kandidat seiner Partei. Im Parlament gehörte er der Fraktion der Sozialdemokratischen Partei Europas an und war Stellvertretender Vorsitzender des Ausschusses für Wirtschaft und Währung.
Nach der Niederlage der PL bei den maltesischen Parlamentswahlen im März 2008 und dem Rücktritt des Parteivorsitzenden Alfred Sant wurde Muscat am 6. Juni 2008 zu dessen Nachfolger gewählt. Daraufhin schied er am 25. September 2008 aus dem Europäischen Parlament aus, um am 1. Oktober anstelle von Joseph Cuschieri ins maltesische Repräsentantenhaus nachzurücken und dort die Rolle des Oppositionsführers zu übernehmen. Nachfolger Muscats als Europaabgeordneter wurde Glenn Bedingfield.
Joseph Muscat errang bei den Parlamentswahlen am 9. März 2013 die Mehrheit. Er ist der zweitjüngste Premierminister in der Geschichte Maltas und der jüngste seit dem Ende der britischen Kolonialherrschaft über Malta im Jahr 1964. 2015 wurde ihm das Großkreuz des Bundesverdienstkreuzes verliehen. Im Mai 2017 wurden im Rahmen der so genannten Malta Papers Korruptionsvorwürfe gegen Muscat und seine Familie bekannt. Aufgrund der oppositionellen Kritik setzte Muscat daraufhin vorgezogene Neuwahlen an, die am 3. Juni 2017 durchgeführt wurden. Da seine Partei ihre absolute Mehrheit verteidigen konnte, wurde Muscat am 5. Juni 2017 auf eine zweite Amtszeit vereidigt.
Turnusgemäß war Muscat als Premierminister seines Landes vom 1. Januar bis 30. Juni 2017 Präsident des Rates der Europäischen Union, der erste Ratsvorsitz Maltas nach dessen Beitritt zur EU im Jahre 2004.
Das Organized Crime and Corruption Reporting Project wählte Joseph Muscat zum Mann des Jahres 2019 als Förderer von Kriminalität und Korruption.

## Panama Papers und der Fall Galizia
Ab 2013 wurde die Regierung von Joseph Muscat in die Affäre und Skandale im Zusammenhang mit den sogenannten Panama Papers verwickelt. Die ersten Korruptionsvorwürfe richteten sich 2013 gegen den Energie- und Gesundheitsminister Konrad Mizzi. Die Investigativjournalistin Daphne Caruana Galizia griff die Vorwürfe auf und deckte sie auf. In ihrem Blog erweiterte sie bald die Vorwürfe auf die Ehefrau des Premierministers, woraufhin Muscat Neuwahlen ansetzte – mit einer erneuten Etablierung seiner Regierung.
Am 16. Oktober 2017 wurde Galizia durch eine Autobombe getötet. In den folgenden Monaten geriet die Regierung zunehmend in den Verdacht, mit diesem Mord im kausalen Zusammenhang zu stehen. Die Weigerung, dies einzugestehen, rief eine Regierungskrise hervor und führte zu einigen Rücktritten von Ministern und anderen hohen Beamten: Muscats früherer Stabschef Keith Schembri trat Ende November 2019 von seinem Posten zurück, ebenso wie der Tourismusminister Konrad Mizzi und der Wirtschaftsminister Chris Cardona.
Am 30. November 2019 wurde offiziell Anklage gegen den Geschäftsmann Yorgen Fenech erhoben, der nach Angaben aus den Panama Papers mehreren Regierungsmitgliedern hohe Summen auf verdeckte Konten überwiesen hatte. Daraufhin kündigte am selben Tag Muscat seinen Rücktritt für Januar 2020 an.
Jedoch gibt es weiter tägliche Demonstrationen, die den sofortigen Rücktritt von Muscat fordern. Die EU-Kommissarin Věra Jourová warnte die Regierung, sich nicht in die Ermittlungen einzumischen. Eine Delegation des EU-Parlaments äußerte am 3. Dezember „Zweifel an der Glaubwürdigkeit der Regierung“. Der grüne EU-Abgeordnete Sven Giegold forderte Muscat auf, dem kommenden EU-Gipfel am 12. Dezember fernzubleiben: „Muscat steht für den Sumpf aus Finanzkriminalität und Korruption, der Daphne Caruana Galizia das Leben gekostet hat“, weshalb mit ihm „kein normaler Umgang mehr möglich“ sei.
Am 11. Januar 2020 wurde Robert Abela zu seinem Nachfolger als Labour-Chef gewählt und zwei Tage später zum Regierungschef ernannt.
The Guardian berichtet am 22. September 2020 über die Verhaftung des früheren Stabschefs von Joseph Muscat, Keith Schembri. Ihm wird Geldwäsche vorgeworfen im Zusammenhang mit dem Verkauf maltesischer Pässe an wohlhabende Ausländer.

## Maltesischer Krankenhausskandal
Joseph Muscat ist Angeklagter im 2024 stattfindenden Prozess um die Teilprivatisierung von drei Maltesischen Krankenhäusern. Er bestreitet ein Fehlverhalten.

## Familie
Muscat ist mit Michelle Muscat verheiratet und hat Zwillingstöchter.